# Giuseppe Mario Marsigliani
Giuseppe Mario Marsigliani (Ancona, 17 aprile 1885 – Ancona, 23 ottobre 1949) è stato un politico italiano.

## Biografia
Nato ad Ancona nel 1885 da Massimiliano Marsigliani e Marianna Magistrelli, svolse la professione di commerciante di legname. Iscritto al Partito Repubblicano Italiano sin da giovanissimo, fu eletto consigliere comunale della città natale nel 1920. Si sposò con Elisabetta Rigini nel settembre 1904 e la coppia ebbe tre figli: Maria Luisa (1919), Massimiliano (1922) e Mario (1924).
Nel 1924 si iscrisse alla Lega navale italiana; durante la dittatura fascista mantenne un basso profilo, essendo costantemente sorvegliato dalla polizia per i suoi spostamenti di lavoro tra l'Austria e i Balcani. Durante la liberazione prese parte alla Resistenza anconetana, ricostituendo il PRI locale.
In seguito alle prime elezioni democratiche del 1946, venne eletto sindaco di Ancona il 9 aprile 1946, poi riconfermato nel dicembre 1948 con il sostegno dei democristiani. Morì ancora in carica il 23 ottobre 1949.